# Plinia stenophylla
Plinia stenophylla är en myrtenväxtart som beskrevs av Ignatz Urban. Plinia stenophylla ingår i släktet Plinia och familjen myrtenväxter. Inga underarter finns listade i Catalogue of Life.